# Estación General Nicolás H. Palacios
General Nicolás H. Palacios es una estación de ferrocarril ubicada en la ciudad de General N. H. Palacios, Departamento Adolfo Alsina, Provincia de Río Negro, Argentina.

## Servicios
Por sus vías transitan formaciones de cargas y de pasajeros de la empresa Tren Patagónico S.A.. Los trenes de pasajeros no presentan parada en esta estación.

## Ubicación
Se encuentra a 38 km al oeste de la ciudad de Viedma.